# Klaus Riekemann
Klaus Riekemann (Dorsten, 19 de mayo de 1940) es un deportista alemán que compitió para la RFA en remo.
Participó en los Juegos Olímpicos de Roma 1960, obteniendo una medalla de oro en la prueba de cuatro con timonel. Ganó tres medallas en el Campeonato Europeo de Remo entre los años 1958 y 1961.

## Palmarés internacional
| Representando al Equipo Alemán Unificado |                        |                   |                    |
| Juegos Olímpicos                         |                        |                   |                    |
| Año                                      | Lugar                  | Medalla           | Prueba             |
| 1960                                     | Roma (Italia)          | Medalla de oro    | Cuatro con timonel |
| Representando a la RFA                   |                        |                   |                    |
| Campeonato Europeo                       |                        |                   |                    |
| Año                                      | Lugar                  | Medalla           | Prueba             |
| 1958                                     | Poznań (Polonia)       | Medalla de oro    | Dos con timonel    |
| 1959                                     | Mâcon (Francia)        | Medalla de oro    | Dos con timonel    |
| 1961                                     | Praga (Checoslovaquia) | Medalla de bronce | Cuatro sin timonel |